# Панки не мертві (фільм)
Punk's Not Dead  — документальний фільм 2007 року, знятий Susan Dynner, американською фанаткою хардкорного панку.
Фільм стверджує те, що панк проник в американські клуби, центри, студії звукозапису і т. д., та продовжує процвітати. Зміст фільму включає переважно виступи хардкор груп, MTV скейт-панк та поп-панк, рок-груп  починаючи з 1980-х. Він також містить різні інтерв'ю учасників гуртів та їх фанів та звукозаписувальних лейблів.

## Кінофестивалі
Фільм з'явився на кінофестивалях в усьому світі протягом року до його кінопрокату. Прем'єра фільму відбулась на Каннському кінофестивалі 23 червня 2006 року. Перший публічний показ був на Silverdocs AFI/Discovery Channel Documentary Festival (фестиваль документального кіно) в червні 2006 року. Далі наведено список фестивалів, де показали фільм.
- Каннський кінофестиваль
- Silverdocs AFI/Discovery Channel Documentary Festival (Меріленд)
- Міжнародний кінофестиваль у Мельбурні
- San Francisco International Film Festival
- Buenos Aires International Festival of Independent Cinema
- Independent Film Festival of Boston
- Cleveland International Film Festival
- AFI Dallas International Film Festival
- Wisconsin Film Festival
- In-Edit Film Festival (Барселона)
- Копенгагенський міжнародний фестиваль документального кіно
- Gijón International Film Festival

## Люди присутні у фільмі
Наступні люди з'являються в документальному фільмі.
- Craig Aaronson (A&R for Reprise Records)
- Colin Abrahall (вокаліст Charged GBH)
- Яан Нільс Аккерман (гітарист The Vandals)
- Лорейн Алі (музичний редактор Newsweek)
- Куїнн Оллман (гітарист The Used)
- Nick «Animal» Kulmer (вокаліст Anti-Nowhere League)
- Біллі Джо Армстронг (гітарист і вокаліст Green Day)
- Тім Армстронґ (гітарист та вокаліст Operation Ivy та Rancid; засновник Hellcat Records; продюсер)
- Браян Бейкер (гітарист Bad Religion)
- Дейв Бекш (гітарист Sum 41)
- Brian Barnes (гітарист the U.K. Subs)
- Джей Бентлі (бас-гітарист Bad Religion)
- Джелло Біафра (перший вокаліст Dead Kennedys)
- Rodney Bingenheimer (диск-жокей на KROQ-FM)
- Colin «Jock» Blyth (гітарист Charged GBH)
- Riley Breckenridge (ударник Thrice)
- Ліза Броулі (з Warped Tour)
- Steve Bruce (ударник Cock Sparrer)
- Phil Bryant (бас-гітарист the Subhumans)
- Вотті Б'юкен (вокаліст The Exploited)
- Вілл Б'юкен (ударник The Exploited)
- Jake Burns (вокаліст Stiff Little Fingers)
- Peter Bywaters (вокаліст Peter and the Test Tube Babies)
- Alan Campbell (гітарист the U.K. Subs)
- Бренден Кенті (ударник Fugazi)
- Becky Carriage (з Drunk Tank)
- Carrie (з Drunk Tank)
- Nick Cash (з 999)
- Keith Clark (ударник the Circle Jerks)
- Пет Колліер (бас-гітарист The Vibrators)
- Claire Costa (з Drunk Tank)
- Мітч Крамер (тур-менеджер Green Day)
- Crazy Danny Culpables
- Michael Davenport (бас-гітарист The Ataris)
- Dominic Davi (бас-гітарист та автор пісень гурту Tsunami Bomb)
- Pete Davies (ударник the U.K. Subs)
- Майкл Девіс (бас-гітарист MC5)
- Jane Davison
- Kid Dee Davison (ударник The Adicts)
- Pete Dee Davison (гітарист The Adicts)
- Guy Days (гітарист та вокаліст 999)
- Kevin De Franco (гітарист та вокаліст The God Awfuls)
- Ashley Dekoster (з Drunk Tank)
- Стів Діґл (гітарист Buzzcocks)
- John Doe (бас-гітарист X)
- Fletcher Dragge (гітарист Pennywise)
- Джо Ескаланте (бас-гітарист The Vandals; співзасновник Kung Fu Records; radio host on Indie 103.1)
- Chris «Magoo» Exall (гітарист the Anti-Nowhere League)
- Eyeball (з Drunk Trunk)
- Jennifer Finch (бас-гітарист L7; гітарист та вокаліст The Shocker)
- Піт Файнстоун (ударник Bad Religion)
- Воррен Фіцджеральд (гітарист The Vandals; співзасновник Kung Fu Records)
- Micky Fitz (вокаліст The Business)
- Брюс Фокстон (бас-гітарист The Jam та Stiff Little Fingers)
- Ларс Фредеріксен (гітарист та вокаліст Rancid та Lars Frederiksen and the Bastards)
- Kimm Gardner (гітарист Channel 3)
- Nicky Garratt (гітарист the U.K. Subs)
- Alvin Gibbs (бас-гітарист the U.K. Subs)
- Cooper Gilespie (вокаліст Bang Sugar Bang)
- Грег Джинн (гітарист Black Flag)
- Ursula Glaviano (з Drunk Tank)
- Грег Граффін (вокаліст Bad Religion)
- Steve Grantley (ударник Stiff Little Fingers та The Alarm)
- Dan Graziani (скрипаль, піаніст, та мандолініст The Adicts)
- Sab Grey (вокаліст Iron Cross)
- Jack Grisham (вокаліст T.S.O.L.)
- Jim Guerinot (менеджер The Offspring та Social Distortion)
- Бретт Гуревич (гітарист Bad Religion та засновник Epitaph Records)
- Charlie Harper (вокаліст the U.K. Subs)
- Adam Hecht (з Enough Fanzine)
- Грег Гетсон (гітарист Bad Religion та the Circle Jerks)
- Декстер Голланд (гітарист та вокаліст The Offspring; співзасновник Nitro Records)
- Jeph Howard (бас-гітарист The Used)
- Billy Idol (гітарист та вокаліст Generation X)
- Frank Iero (перший гітарист My Chemical Romance)
- Стів Джокс (барабанщик Sum 41)
- Inge Johansson (бас-гітарист The (International) Noise Conspiracy)
- Barry Jones (співзасновник The Roxy nightclub)
- Joe Keithley (гітарист та вокаліст D.O.A.)
- Keith «Monkey» Warren (вокаліст The Adicts)
- Джейк Колатіз (гітарист The Casualties)
- Вейн Кремер (гітарист MC5)
- Pablo LaBritain (ударник 999)
- Joyce Lacovara Levi (з Pogo Atak)
- Terri Laird
- Джо Лелі (бас-гітарист Fugazi)
- Сінді Левітт (віце-президент з ліцензування для Hot Topic)
- Jim Lindberg (вокаліст Pennywise)
- Bruce Loose (бас-гітарист та вокаліст Flipper)
- Dick Lucas (вокаліст the Subhumans)
- Kyle Lumsden (бас-гітарист The God Awfuls)
- Кевін Ліман (засновник the Warped та Taste of Chaos tours; співзасновник Warcon Enterprises)
- Dennis Lyxzén (вокаліст Refused та The (International) Noise Conspiracy)
- Ієн Меккей (вокаліст Minor Threat, Embrace, Fugazi)
- Бенджі Медден (гітарист Good Charlotte)
- Mike Magrann (гітарист та вокаліст Channel 3)
- Глен Матлок (бас-гітарист the Sex Pistols)
- Джейсон «Cone» МакКеслін (бас-гітарист Sum 41)
- Майк МакКолґан (вокаліст Dropkick Murphys, зараз у Street Dogs)
- Gary McCormack (бас-гітарист The Exploited)
- Bert McCracken (вокаліст The Used)
- John McGivern
- Legs McNeil (співзасновник та автор для Punk; старший редактор для Spin; автор)
- Ерік Мелвін (колишній гітарист noFX)
- Фет Майк (вокаліст та бас-гітарист noFX; бас-гітарист Me First та the Gimme Gimmes та засновник Fat Wreck Chords)
- Chris Morris (старший редактор для Billboard; музичний редактор для The Hollywood Reporter)
- Кіт Морріс (вокаліст Black Flag та Circle Jerks)
- Brendan Mullen (operator of The Masque nightclub)
- Джефф Нельсон (ударник Minor Threat)
- Майк Несс (гітарист та вокаліст Social Distortion)
- Steve E. Nix (гітарист та вокаліст The Briefs)
- Derek O'Brien (ударник Social Distortion та D.I.
- Kelly Osbourne (television personality; singer; actress)
- Alan Parker (film director; продюсер; writer)
- Kirsten Patches (вокаліст Naked Aggression)
- Paulene (бас-гітарист The Diffs)
- D.H. Peligro (ударник Dead Kennedys)
- Джиммі Персі (вокаліст Sham 69)
- Дейв Куокенбуш (вокаліст The Vandals)
- Джонні Рамон (гітарист the Ramones)
- Маркі Рамон (ударник the Ramones)
- Томмі Рамон (ударник the Ramones)
- Monica Richards (вокаліст Madhouse, Strange Boutique, Faith and the Muse)
- Mike Roche (бас-гітарист T.S.O.L.)
- Kris Roe (гітарист The Ataris)
- Генрі Роллінз (вокаліст Black Flag та State of Alert)
- Lance Romance (бас-гітарист The Briefs)
- Kate Ross
- Jenny Russell (з Wasted та HITS)
- Scott Russo (вокаліст Unwritten Law)
- Justin Sane (гітарист та вокаліст Anti-Flag)
- Марія Скарлетт (культурний та стимулюючий координатор для Hot Topic)
- Zander Schloss (бас-гітарист the Circle Jerks; актор)
- Роб Шварц (виконавчий креативний директор для TBWA\Chiat\Day)
- Кептен Сенсебл (гітарист The Damned)
- Stormy Shepherd (засновник Leave Home Booking)
- Метт Скіба (гітарист та вокаліст гуртів Alkaline Trio, Blink-182 та Heavens)
- Paul Slack (бас-гітарист the U.K. Subs)
- Richie Slick (гітарист та вокаліст The Diffs)
- Jennie Smith (співзасновник the Wasted Festival)
- Тімоті «Ті Ві» Сміт (вокаліст The Adverts)
- Kurt Soto (entertainment marketing manager for Vans)
- Matthew Southwell (з Bang Sugar Bang)
- Franz Stahl (гітарист Scream)
- Peter Stahl (вокаліст Scream)
- Брендон Стейнекерт (ударник Rancid)
- Adam Stern (бас-гітарист Youth Brigade)
- Mark Stern (ударник Youth Brigade; співзасновник BYO Records)
- Shawn Stern (гітарист та вокаліст Youth Brigade; співзасновник BYO Records)
- Stryker (disc jockey on KROQ-FM)
- Torch (з Drunk Tank)
- Bruce Treasure (гітарист the Subhumans)
- Trotsky (ударник the Subhumans)
- Стів Ван Дорен (віце-президент з маркетингу і син співзасновника Vans)
- Дейв Веніен (вокаліст The Damned)
- Keith «Monkey» Warren (вокаліст The Adicts)
- Кевін Вассерман (гітарист The Offspring)
- Jon Watson (бас-гітарист 999)
- Джерард Вей (вокаліст My Chemical Romance)
- Steve Whale (гітарист та вокаліст The Business)
- Деррік Віблі (гітарист та вокаліст Sum 41)
- Emily Grace «Agent M» Whitehurst (вокаліст Tsunami Bomb)
- Wade Youman (ударник Unwritten Law)
- Annie Zaleski (музичний журналіст)
- Tim Taylor (бас-гітарист U.S. Chaos та The Undead)

### Відгуки
- Los Angeles Times
- The Village Voice
- Time Out New York
- Variety